# Ministre des Affaires étrangères (Sri Lanka)
Le ministre des Affaires étrangères du Sri Lanka est un poste du gouvernement Sri Lankais. 
Ce poste est créé en 1947, lors de l'indépendance du Ceylan britannique, sous le nom de ministre des Affaires étrangères et de la Défense jusqu'en 1978.
Lors du passage du Dominion de Ceylan en République en 1978, le poste a été divisé en 2, ce poste de ministre des Affaires étrangères, et le poste de ministre de la Défense.

## Liste des ministres des Affaires étrangères et de la Défense (1948-1978)
- Parti national uni
- Sri Lanka Freedom Party

| Nom | Nom                    | Portrait                   | Parti politique         | Mandat                            | Chef du gouvernement | Chef du gouvernement   | Titre ministériel                                 |
| --- | ---------------------- | -------------------------- | ----------------------- | --------------------------------- | -------------------- | ---------------------- | ------------------------------------------------- |
|     | Don Stephen Senanayake | Don Stephen Senanayake     | Parti national uni      | 24 septembre 1947 - 22 mars 1952  |                      | Don Stephen Senanayake | Ministre des Affaires étrangères et de la Défense |
|     | Dudley Senanayake      | Dudley Senanayake          | Parti national uni      | 22 mars 1952 - 12 octobre 1953    |                      | Dudley Senanayake      | Ministre des Affaires étrangères et de la Défense |
|     | John Kotelawala        |                            | Parti national uni      | 12 octobre 1953 - 12 avril 1956   |                      | John Kotelawala        | Ministre des Affaires étrangères et de la Défense |
|     | Solomon Bandaranaike   | Solomon Bandaranaike       | Sri Lanka Freedom Party | 12 avril 1956 - 26 septembre 1959 |                      | Solomon Bandaranaike   | Ministre des Affaires étrangères et de la Défense |
|     | Wijeyananda Dahanayake | Wijeyananda Dahanayake     | Sri Lanka Freedom Party | 26 septembre 1959 - 20 mars 1960  |                      | Wijeyananda Dahanayake | Ministre des Affaires étrangères et de la Défense |
|     | Dudley Senanayake      | Dudley Senanayake          | Parti national uni      | 21 mars 1960 - 21 juillet 1960    |                      | Dudley Senanayake      | Ministre des Affaires étrangères et de la Défense |
|     | Sirimavo Bandaranaike  | Sirimavo Bandaranaike      | Sri Lanka Freedom Party | 21 juillet 1960 - 25 mars 1965    |                      | Sirimavo Bandaranaike  | Ministre des Affaires étrangères et de la Défense |
|     | Dudley Senanayake      | Dudley Senanayake          | Parti national uni      | 25 mars 1965 - 29 mai 1970        |                      | Dudley Senanayake      | Ministre des Affaires étrangères et de la Défense |
|     | Sirimavo Bandaranaike  | Sirimavo Bandaranaike      | Sri Lanka Freedom Party | 29 mai 1970 - 23 juillet 1977     |                      | Sirimavo Bandaranaike  | Ministre des Affaires étrangères et de la Défense |
|     | J. R. Jayewardene      | Junius Richard Jayewardene | Parti national uni      | 23 juillet 1977 - 4 février 1978  |                      | J. R. Jayewardene      | Ministre des Affaires étrangères et de la Défense |

## Liste des ministres des Affaires étrangères (depuis 1978)
| Nom | Nom                               | Portrait            | Parti politique                  | Mandat                              | Chef du gouvernement | Chef du gouvernement     | Titre ministériel                |
| --- | --------------------------------- | ------------------- | -------------------------------- | ----------------------------------- | -------------------- | ------------------------ | -------------------------------- |
|     | Abdul Cader Shahul Hameed         |                     | Parti national uni               | 4 février 1978 - 14 février 1989    |                      | J. R. Jayewardene        | Ministre des Affaires étrangères |
|     | Ranjan Wijeratne                  |                     | Parti national uni               | 18 février 1989 - 28 mars 1990      |                      | Ranasinghe Premadasa     | Ministre des Affaires étrangères |
|     | Harold Herath                     |                     | Parti national uni               | 30 mars 1990 - 12 août 1993         |                      | Ranasinghe Premadasa     | Ministre des Affaires étrangères |
|     | Abdul Cader Shahul Hameed         |                     | Parti national uni               | 12 août 1993 - 15 août 1994         |                      | Dingiri Banda Wijetunga  | Ministre des Affaires étrangères |
|     | Lakshman Kadirgamar               | Lakshman Kadirgamar | Sri Lanka Freedom Party          | 19 août 1994 - 10 octobre 2001      |                      | Chandrika Kumaratunga    | Ministre des Affaires étrangères |
|     | Tyronne Fernando                  | Tyronne Fernando    | Parti national uni               | 12 décembre 2001 - 7 février 2004   |                      | Chandrika Kumaratunga    | Ministre des Affaires étrangères |
|     | Lakshman Kadirgamar               |                     | Sri Lanka Freedom Party          | 10 avril 2004 - 12 août 2005        |                      | Chandrika Kumaratunga    | Ministre des Affaires étrangères |
|     | Anura Bandaranaike                | Anura Bandaranaike  | Sri Lanka Freedom Party          | 23 août 2005 - 23 novembre 2005     |                      | Chandrika Kumaratunga    | Ministre des Affaires étrangères |
|     | Mangala Samaraweera               | Mangala Samaraweera | Sri Lanka Freedom Party          | 23 novembre 2005 – 28 janvier 2007  |                      | Mahinda Rajapaksa        | Ministre des Affaires étrangères |
|     | Rohitha Bogollagama               | Rohitha Bogollagama | Sri Lanka Freedom Party          | 28 janvier 2007 - 8 avril 2010      |                      | Mahinda Rajapaksa        | Ministre des Affaires étrangères |
|     | G. L. Peiris                      | Gamini Peiris       | Sri Lanka Freedom Party          | 23 avril 2010 – 12 janvier 2015     |                      | Mahinda Rajapaksa        | Ministre des Affaires étrangères |
|     | Mangala Samaraweera               | Mangala Samaraweera | Parti national uni               | 12 janvier 2015 – 22 mai 2017       |                      | Maithripala Sirisena     | Ministre des Affaires étrangères |
|     | Ravi Karunanayake                 | Ravi Karunanayake   | Parti national uni               | 22 mai 2017 - 10 août 2017          |                      | Maithripala Sirisena     | Ministre des Affaires étrangères |
|     | Wasantha Senanayake (intérimaire) | Wasantha Senanayake | Parti national uni               | 10 août 2017 - 15 août 2017         |                      | Maithripala Sirisena     | Ministre des Affaires étrangères |
|     | Tilak Marapana                    | Tilak Marapana      | Parti national uni               | 15 août 2017 - 26 octobre 2018      |                      | Maithripala Sirisena     | Ministre des Affaires étrangères |
|     | Sarath Amunugama                  | Sarath Amunugama    | Parti de la liberté du Sri Lanka | 29 octobre 2018 -15 décembre 2018   |                      | Maithripala Sirisena     | Ministre des Affaires étrangères |
|     | Tilak Marapana                    | Tilak Marapana      | Parti national uni               | 15 décembre 2018 - 21 novembre 2019 |                      | Maithripala Sirisena     | Ministre des Affaires étrangères |
|     | Dinesh Gunawardena                | Dinesh Gunawardena  | Mahajana Eksath Peramuna         | 22 novembre 2019 -16 août 2021      |                      | Gotabaya Rajapaksa       | Ministre des Affaires étrangères |
|     | G. L. Peiris                      | Gamini Peiris       | Mahajana Eksath Peramuna         | 16 août 2021 -21 juillet 2022       |                      | Gotabaya Rajapaksa       | Ministre des Affaires étrangères |
|     | Ali Sabry                         | Ali Sabry           | Parti national uni               | 22 juillet 2022 -23 septembre 2024  |                      | Ranil Wickremesinghe     | Ministre des Affaires étrangères |
|     | Vijitha Herath                    |                     | Pouvoir populaire national       | 25 septembre 2024 - En poste        |                      | Anura Kumara Dissanayake | Ministre des Affaires étrangères |